# Касемабаде-Бозорг
Касемабаде-Бозорг (перс. قاسم آبادبزرگ‎) — село на севере Ирана, в остане Альборз. Входит в состав шахрестана Саводжболаг. Является частью дехестана (сельского округа) Сеидабад Центрального бахша.

## География
Село находится в центральной части Альборза, к югу от хребта Эльбурс, на расстоянии приблизительно 20 километров к западу-северо-западу (WNW) от Кереджа, административного центра провинции. Абсолютная высота — 1276 метров над уровнем моря.

## Население
По данным переписи 2006 года население села составляло 3727 человек (1929 мужчин и 1798 женщин). В Касемабаде-Бозорге насчитывалось 894 семьи. Уровень грамотности населения составлял 72,1 %. Уровень грамотности среди мужчин составлял 73,82 %, среди женщин — 70,24 %.